# Ivar Buterfas
Ivar Buterfas-Frankenthal (* 16. Januar 1933 in Hamburg als Ivar Buterfas) ist ein deutscher Unternehmer, Autor, Holocaustüberlebender und Boxveranstalter.

## Leben
Buterfas wurde als Sohn von Artisten geboren, er wuchs in Hamburg auf. Seine Mutter war christlichen und sein Vater jüdischen Glaubens. Seine Großeltern väterlicherseits waren in Dresden Unternehmer in der Tabakindustrie.
Buterfas’ Vater Felix wurde 1934 ins Konzentrationslager Esterwegen eingewiesen. Kurz nach seiner Einschulung im Jahr 1938 musste Buterfas die Schule verlassen, da er „Halbjude“ war. Die Familie wurde von den Nationalsozialisten in einem „Judenhaus“ untergebracht. Während des Zweiten Weltkrieges wurde Ivar Buterfas verletzt, als in der Nähe des Hauses ein Sprengsatz detonierte. Dank der Hilfe eines Freundes der Familie, der bei der Gestapo tätig war, gelang Buterfas’ Mutter und ihren acht Kindern die Flucht in die Tucheler Heide. Als der Aufenthalt der Familie dort aufflog, ergriff man abermals die Flucht, ging nach Hamburg zurück und lebte dort zunächst in einem Kleingartenhäuschen, dann im Keller eines von einem Bombenangriff zerstörten Gebäudes. Von den Nationalsozialisten wurde Buterfas die deutsche Staatsbürgerschaft entzogen; er war fortan staatenlos und erhielt anschließend einen Fremdenpass, weshalb er sich regelmäßig bei den Behörden melden musste. Buterfas nannte das später „nach dem Judenstern die zweite Diskriminierung, die ich erfahren habe“. 1964 erlangte er die deutsche Staatsbürgerschaft zurück. Im August 2015 feierten er und seine Frau Dagmar Diamantene Hochzeit. Im März 2016 nahm er zusätzlich zum Nachnamen Buterfas den Namen Frankenthal seiner Frau an.
Buterfas arbeitete als Fliesenleger und Neuheitenverkäufer. Zusammen mit seiner Frau gründete er 1971 das Unternehmen „Buterfas & Buterfas“, das insbesondere Fassadensanierungen durchführte.
Buterfas, der selbst Amateurboxer war und Max Schmeling zu seinen Freunden zählte, richtete Profiboxkämpfe aus. So veranstaltete er beispielsweise im Oktober 1976 in einem Zelt auf dem Heiligengeistfeld in Hamburg Kämpfe mit Leo Kakolewicz, Karsten Honhold, Jörg Eipel, Kurt Lüdecke, Hartmut Sasse und Lothar Abend. Im April 1979 führte er eine Profiboxveranstaltung im Hamburger Curiohaus durch, bei der unter anderen Georg Butzbach antrat. Anfang Mai 1979 verkündete Buterfas eine Zusammenarbeit mit dem Unternehmer Uwe Einsath, mit dem er sich das Ziel steckte, dem seinerzeit angeschlagenen deutschen Berufsboxen wieder auf die Sprünge zu helfen.
Buterfas war Bundesvorsitzender der Deutschen Arbeitsgemeinschaft für Bauwerkerhaltung und Bauwerkerneuerung sowie Initiator des 1987 gegründeten Hamburger Förderkreises „Rettet die Nikolaikirche“. In letzterem Amt war er an der Einwerbung von Spenden in zweistelliger Millionenhöhe beteiligt. Butterfas bewegte darüber hinaus rund 25.000 Persönlichkeiten, sich ins „Goldene Buch von St. Nikolai“ einzutragen, darunter Helmut Schmidt, Helmut Kohl, Gerhard Schröder, Richard von Weizsäcker, Johannes Rau, Michail Gorbatschow und Papst Johannes Paul II. Im November 2005 trat Buterfas als Vorsitzender des Vereins zurück, nachdem er eingeräumt hatte, bei einer Tombola zugunsten des Förderkreises einem Unternehmer Lose im Wert von 12.000 Euro verkauft zu haben, darunter 4.000 Lose einer Serie, die alle Gewinne enthielt. Auf diese Weise wollte er die Finanzierung eines Fahrstuhls für das Mahnmal sichern. Später bezeichnete Buterfas sein Vorgehen als den „blödesten Idiotenkram, den ich je machen konnte“.
Er setzte sich für eine Gedenkstätte des Gefangenen- und Straflagers Sandbostel ein und gewann dafür den damaligen Bundesumweltminister Sigmar Gabriel als Unterstützer.
1995 veröffentlichte er das Buch „Sunny Goj“, in dem er seine Lebensgeschichte erzählte, im Juli 2007 erschien mit „Mut ist nicht Leichtsinn – Ich musste eine Lücke schließen“ die Fortsetzung. In mehr als 1500 Vorträgen in Schulen und Hochschulen in Deutschland, Luxemburg, Österreich sowie der Schweiz gab Buterfas das während seines Lebens Erlebte an die Jugend weiter. Er wurde 2020 mit dem Bundesverdienstkreuz 1. Klasse, 1995 mit dem Weltfriedenspreis, 2002 mit dem Goldenen Rathausmann der Stadt Wien und 2003 mit der Europäischen Menschenrechtsmedaille sowie von der Stadt Hamburg mit der „Medaille für die treue Arbeit im Dienst des Volkes in Silber“ ausgezeichnet. Ihm wurde außerdem die Medaille für Menschenrechte der Stadt Graz verliehen, 2014 erhielt er die Ehrenbürgerwürde der Gemeinde Bendestorf. Dessen Bürgermeister Hans-Peter Brink bezeichnete ihn als „einen großen Mahner gegen den Nationalsozialismus“.
2006 wurde bei Buterfas Darmkrebs festgestellt. Aufsehen erregte er 2010 mit einer Strafanzeige gegen den Vorstand der Dresdner Bank. Auf Vermittlung des Unternehmens hatte er Geld in die Bank Lehman Brothers investiert, bei deren Pleite er rund 80.000 Euro verloren hatte.
Angesichts des Mordes am CDU-Politiker Walter Lübcke, des versuchten Anschlags auf eine Synagoge in Halle (Saale) sowie von Morddrohungen gegen Politiker warnte Buterfas 2019, die Verhältnisse erinnerten ihn an 1933. Im Jahr 2022 veröffentlichte Ivar Buterfas zusammen mit seiner Frau Dagmar Buterfas-Frankenthal das autobiographische Buch Von ganz, ganz unten.